# Three Little Birds (TV-serie)
Three Little Birds är en brittisk historisk dramaserie. Första säsong hade premiär den 22 oktober 2023 på ITV1. Serien är skapad av Lenny Henry som även medverkat i skrivandet av seriens manus.

## Handling
Serien kretsar kring systrarna Leah och Chantrelle och deras gemensamma vän Hosanna som under 1950-talet lämnar Jamaica för att söka lyckan i Storbritannien.

## Rollista (i urval)
- Rochelle Neil - Leah Whittaker
- Yazmin Belo - Hosanna Drake
- Saffron Coomber - Chantrelle Brahms
- Javone Prince - Aston Brahms
- Bobby Gordon - Shelton Powel
- Arthur Darvill - Ernest Wantage
- Amy Beth Hayes - Diana Wantage